# クリーブランド・キャバリアーズ
クリーブランド・キャバリアーズ（Cleveland Cavaliers）は、アメリカ合衆国オハイオ州クリーブランド市に本拠を置く全米プロバスケットボール協会（NBA）のチーム。イースタン・カンファレンス、セントラル・ディビジョン所属。略してCAVS（キャブス）、キャブズとも呼ばれる。cavalierとは騎士を意味する。

## 歴史

### 初期
クリーブランド・キャバリアーズは、1970年に創設された。チームが初代監督に迎えたのはビル・フィッチだった。多くの新興チームと同様設立後数年は低い成績にとどまることを余儀なくされ、1年目は15勝67敗、その後数シーズンも勝率4割に届かない時代が続いた。
5年目の1975-76シーズンにチーム成績は49勝33敗、フィッチは最優秀監督賞を受賞。プレーオフにも初めて進出した。その後勝率は5割前後を行き来し、1979年を最後にフィッチはチームを去ることになった。
1980年代には、新たにオーナーになったテッド・ステピエンが頻繁に監督を交替させ、チーム成績は低迷した。ステピエンはドラフトの1順目指名権をしばしばトレードしようとしたため、リーグは1順目指名権を2年以上連続でトレードしてはならないという規則を設けた。これは「ステピエン・ルール」と俗に呼ばれた。

### ブルズの壁
1983年にゴードン、ジョージのガンド兄弟がチームを買収すると、チームは回復の準備を整え始めた。1985年から1992年までは、ウェイン・エンブリーが球団副社長兼GMを務め、1994年にはNBA初のアフリカ系アメリカ人の球団社長となった。彼の経営の下、キャバリアーズは90年代のイーストを代表する強豪チームに育ち、マイケル・ジョーダン擁するシカゴ・ブルズと数々の名勝負を繰り広げた。エンブリーは1992年と1998年にNBAエグゼクティブ・オブ・ザ・イヤーに選ばれている。1986年にはレニー・ウィルケンズが監督に就任、ドラフトでブラッド・ドアティとロン・ハーパーを獲得。さらにドラフトによりマーク・プライスの指名権を得たことでチームは徐々に上向レーオフでチームは接戦の末マイケル・ジョーダンの活躍もありシカゴ・ブルズに敗れる。このように、ジョーダンはキャブス戦に滅法強く、自己最高得点の69点をマークした相手もキャブスだった。キャブスは翌シーズン途中で地元オハイオ州出身のハーパーをロサンゼルス・クリッパーズに放出し、以降の数年間チームはプライス、ドアティがチームを牽引。1992年に57勝、1993年に54勝をあげたものの、プレーオフでは連続でブルズに敗退した。ジョーダン率いるブルズに勝つ事が出来ずにチームは再編を余儀なくされた。

### フラテロ時代と低迷期

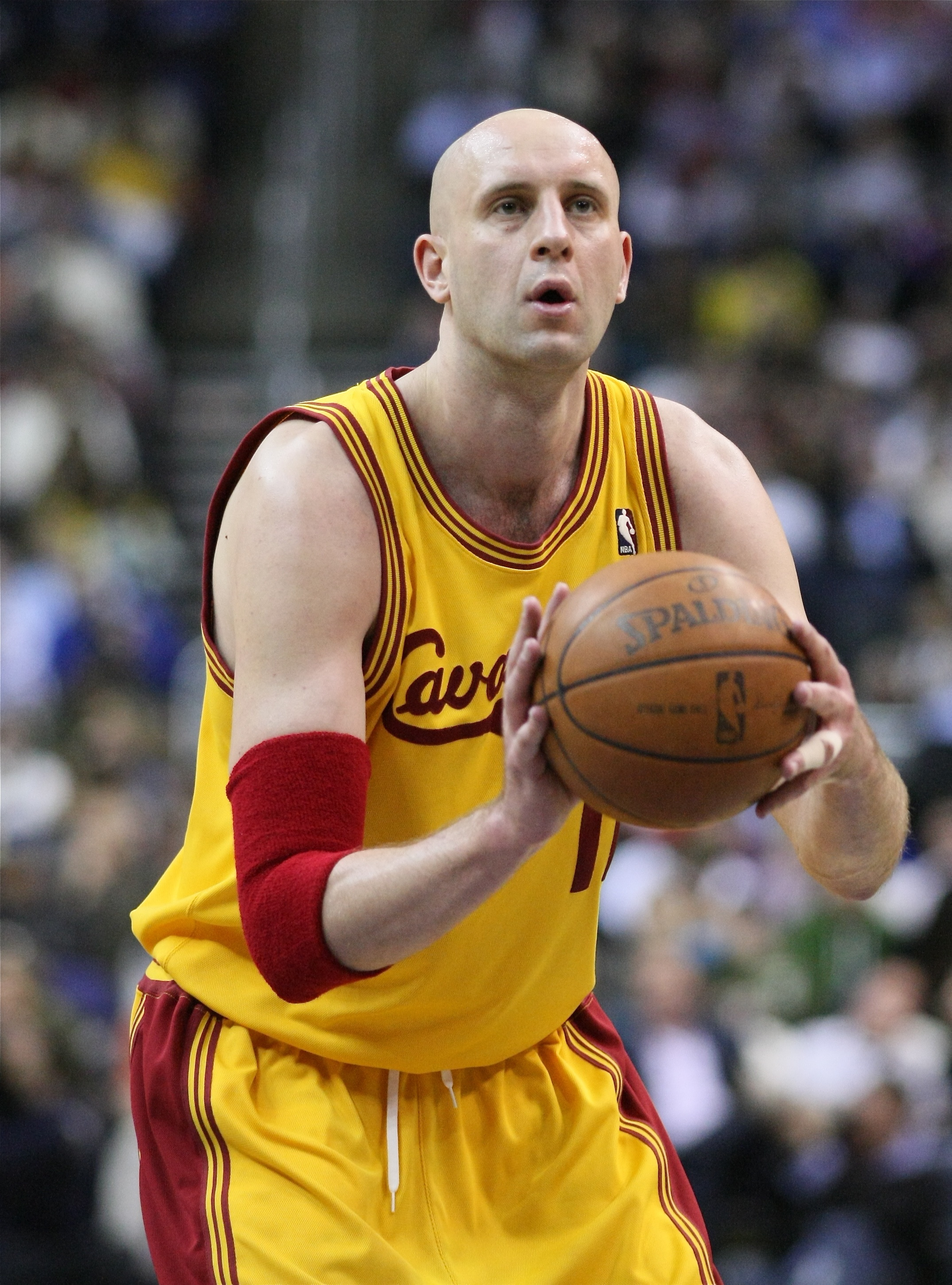
ジードルーナス・イルガウスカス

1993-94シーズンには新たにマイク・フラテロ監督を迎えた。以後数年チームは主力の怪我に悩まされ、1991年に獲得したテレル・ブランドンら好選手がチームを支えた。フラテロ時代のキャブスは、低得点で勝ちを狙う戦術を採用した。チーム成績は勝率5割を越える程度で数年推移し、地味な戦術の結果集客は伸び悩んだ。1997-98シーズンには、ブランドンとタイロン・ヒルを出しショーン・ケンプをトレードで獲得、ジードルーナス・イルガウスカス、ブレビン・ナイトら4人のルーキーの活躍でプレーオフに返り咲いたが、ロックアウトで短縮された1998-99シーズンは、イルガウスカス、ナイトの故障が響き、終盤7連敗、22勝28敗と勝率は5割を切り、フラテロにとってキャブスでの最後のシーズンになった。
その後数年にわたり、チームは監督を毎年交代させた。太りすぎて精彩を欠いたケンプ、イルガウスカスの度重なる故障によりチームは再び低迷し、勝率は4割以下、2002-03シーズンには17勝65敗まで落ち込んだ。

### レブロンの時代

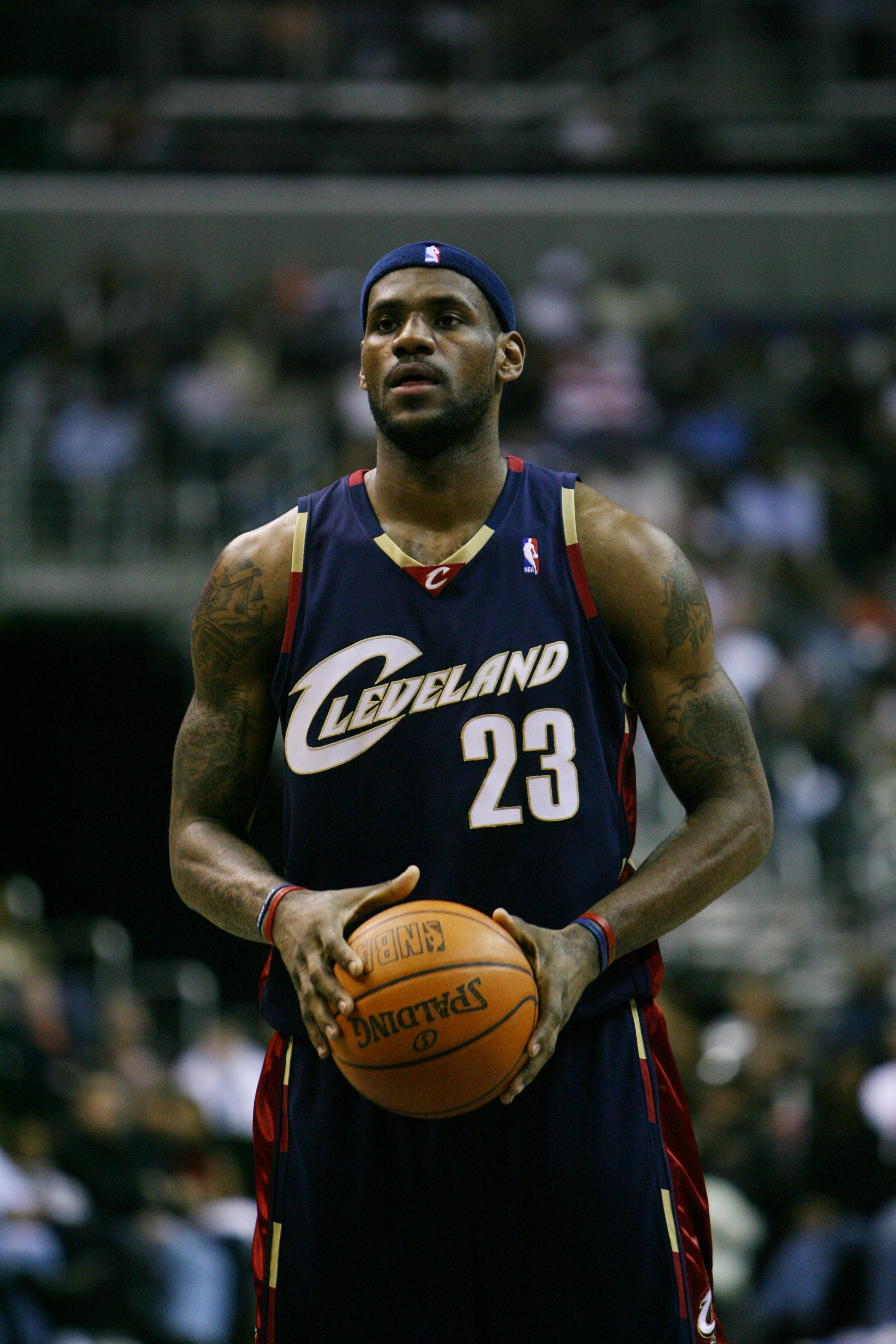
レブロン・ジェームズ

しかしキャブスはこの成績によりドラフト1位指名権を獲得、レブロン・ジェームズを指名した。ジェームズはルーキーシーズンから好成績を残し、新人王を受賞した。2004-05シーズンには一時期プレーオフ争いの東カンファレンス5位につけていたが終盤チームは失速。8位争いをしていたニュージャージー・ネッツと勝利数で並んだが、惜しくもプレーオフ進出を逃した。
2005-06シーズンには、1997-98シーズン以来のプレーオフ進出を東カンファレンス4位で果たし、1回戦ではワシントン・ウィザーズと対戦した。第5戦、第6戦はオーバータイムにもつれこむ接戦だったが、この2試合とも勝利して4-2でプレーオフ2回戦へと進出した。デトロイト・ピストンズ（この年ホームではわずか3敗しかしていない）と対戦し、1、2戦を落とした後、敵地の第5戦を含む3、4、5戦を勝利したが、地元での第6戦、そして第7戦を落として敗れた。この第7戦でキャブスは不名誉な記録2つを記録した。1つはプレーオフ第7戦での最少得点記録(61)、もう1つは試合後半得点23である。
2006-07シーズンは、前年に続いてプレーオフ進出を果たした。シーズン最終盤までもつれたシカゴ・ブルズとの第2シード争いに競り勝ち、1回戦は第7シードのワシントン・ウィザーズに4-0で勝利（キャブスでは今までプレイオフでスウィープ勝ちはなかったが、今回で初めてとなった）、カンファレンス準決勝では4-2で第6シードニュージャージー・ネッツに勝利した。下位シードとの2回戦を勝ち抜いて対戦した東カンファレンス1位のデトロイト・ピストンズとのカンファレンス決勝では、初戦、第2戦と敵地デトロイトでの対戦で敗れたものの、ホームに戻っての第3・4戦を連勝し対戦成績をタイに戻した後は、敵地での第5戦に2回の延長の末、勝利して3連勝でホームコート・アドバンテージを奪った。第6戦はホームのアリーナでデトロイト・ピストンズを98-82で破り、4-2で初めてのNBAファイナル進出を達成したが、サンアントニオ・スパーズと対戦し、レブロンがブルース・ボウエンの執拗なディフェンスに自由にプレーを展開できない中、トニー・パーカーのハイスピードなオフェンスを守りきれず、あっけなくスイープを喫し、シーズンを終えた。

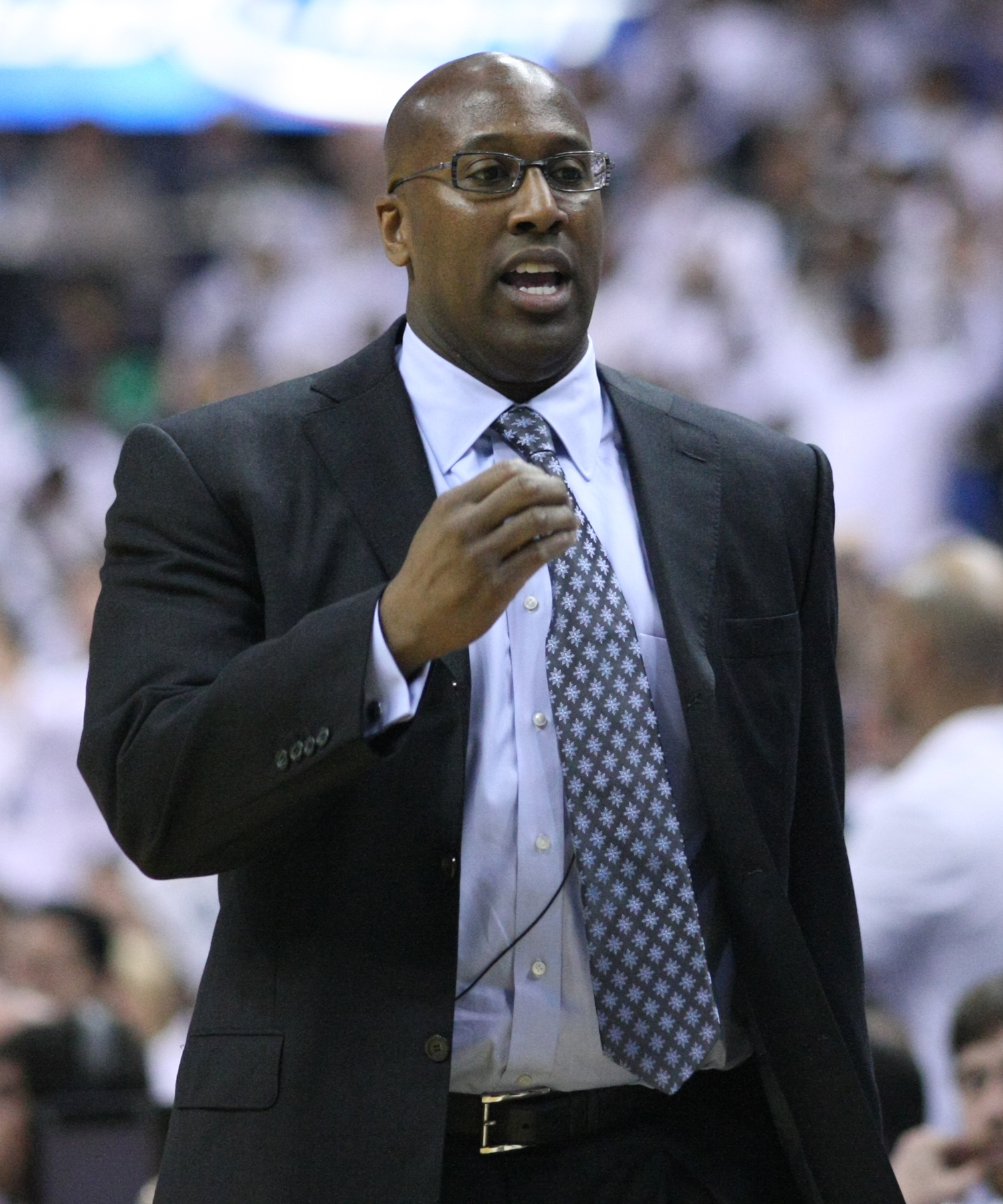
マイク・ブラウン

2007-08シーズンのトレードデッドラインなんと1分前で、ドリュー・グッデン、ラリー・ヒューズらと、ディフェンスの名手ベン・ウォーレス、シュート力のあるデロンテ・ウェスト、ウォーリー・ザービアック、ベテランのジョー・スミスとのトレードをシカゴ・ブルズとシアトル・スーパーソニックスとの三角トレードで合意した。だが、プレーオフはカンファレンスセミファイナルで、ポール・ピアース、レイ・アレン、ケビン・ガーネットのビッグスリーを擁するボストン・セルティックスに、7戦まで縺れる激戦の末、3-4で敗れた。
2008-09シーズンはミルウォーキー・バックスから獲得したモーリス・ウィリアムスの活躍もあり、得点力の向上とオフェンス面においてレブロンの負担を減らす事に成功し、フランチャイズ初のレギュラーシーズンカンファレンス1位の成績でプレーオフ進出を果たし、レブロンは初のシーズンMVPを受賞した。しかし、カンファレンスファイナルでドワイト・ハワード率いるオーランド・マジックに2-4で屈した。
2009-10シーズンは、フェニックス・サンズからシャキール・オニールを獲得するなどして体勢を強化し、2年連続でカンファレンス1位でレギュラーシーズンを終え、レブロンも2年連続でシーズンMVPを受賞した。しかし、カンファレンスセミファイナルでボストン・セルティックスに2-4で敗れ、レブロンはキャブスを去った。

### レブロン移籍後
2010-11シーズンは開幕前にレブロンがマイアミ・ヒートにフリーエージェントで移籍、戦力ダウンは免れない状況となった。序盤こそ五分の成績であったが次第に不振に陥り、2011年2月7日の対ダラス・マーベリックス戦でついに「25連敗」を記録した。これはキャブス自身が1981-82シーズンから1982-83シーズンにかけて作ったNBA記録を超えて新記録。2月11日にクリッパーズにようやく勝利して連敗を「26」で止めた。

### アービングの時代

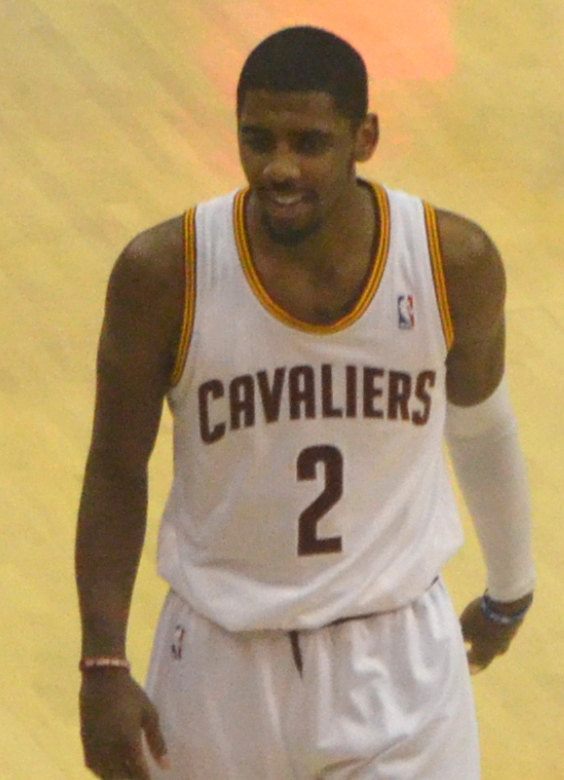
カイリー・アービング

2011年のNBAドラフトで1位指名権を得たキャブスは、デューク大学のカイリー・アービングを指名。アービングは期待に応えて、2011-12シーズン新人王を獲得した。しかしチーム成績は向上せず、ヘッドコーチのバイロン・スコットは、2012-13シーズン終了後に解任された。2013-14シーズンは、マイク・ブラウンを再びヘッドコーチに任命。しかし守備第一主義のスタイルが浸透せずアービングやディオン・ウェイターズと戦術面を巡って対立。更に途中加入したルオル・デンからもチーム批判されるなど上手く機能せず、33勝49敗に終わり、ブラウンは再び解任された。2014年6月、ユーロリーグで実績のあるデビッド・ブラットがヘッドコーチに就任した。

### レブロン復帰、新ビッグスリー結成

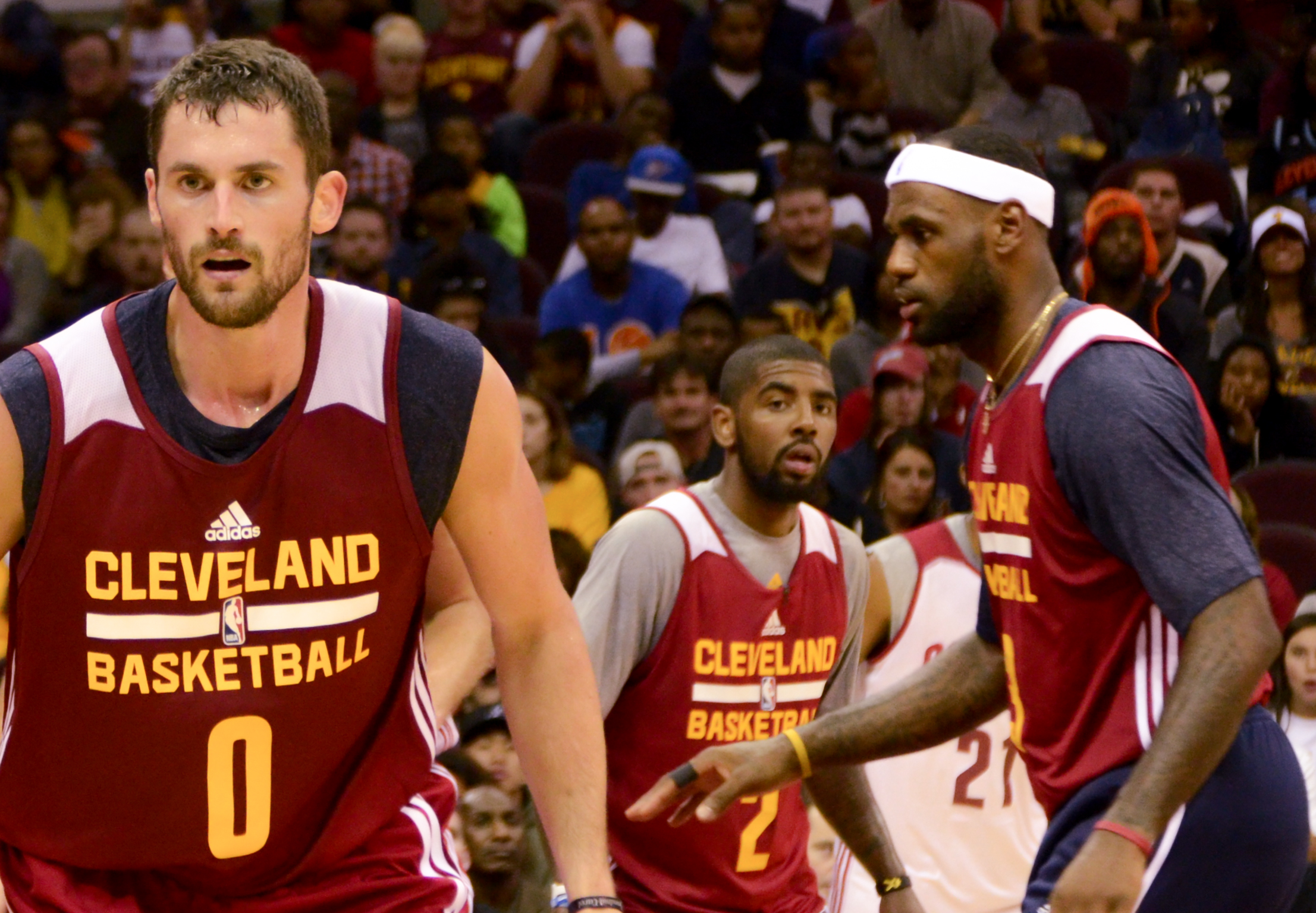
ビッグスリー。

2013年のNBAドラフトの1位でアンソニー・ベネットを指名したのに続き、幸運にも2014年のNBAドラフトでも1位指名権を獲得したキャブスは、カンザス大学のアンドリュー・ウィギンスを指名した。このカナダ出身の2人にカイリー・アービングを加えた「ドラフト1位トリオ」で再建が進められるものと思われていた。ところが、2014年7月11日に思わぬニュースがキャブズに飛び込んできた。マイアミ・ヒートに2連覇をもたらしたレブロンが2年4200万ドルの契約でキャブズへの復帰を決めたのである。クリーブランドの街全体が喜びに満ち溢れたことは言うまでもなかった。そのレブロンを追うようにして、ヒート時代のチームメートだったマイク・ミラーやジェームス・ジョーンズも、キャブスに加入。更に8月23日には、フィラデルフィア・セブンティシクサーズ、ミネソタ・ティンバーウルブズと三角トレードを行い、ウルブズからケビン・ラブを獲得（この三角トレードでベネットとウィギンスをウルブズに放出）。これでアービングを加えた "キャブス版・ビッグスリー" が結成された。復帰早々に心強い相棒を得たレブロンは、気持ちも新たに故郷オハイオでの初の栄冠に挑むことになった。
シーズン当初はパフォーマンスが安定しなかったがシーズンが進むにつれ戦術が浸透していき安定した戦いぶりを見せ、2010年以来のプレーオフ出場と地区優勝を決めた。チームはシーズン開始直後は5勝7敗と出遅れたが、8連勝をするなど18勝14敗で年明けを迎えた。1月4日から13日まで7連敗して19勝20敗となったがその後12連勝、3月12日のスパーズ戦ではアービングがチーム記録となる57得点をあげてオーバータイムの末勝利した。チームは最後の43試合を34勝9敗で終えて、イースタン・カンファレンス第2シードでプレーオフ出場を決めた。プレーオフではセルティックスとの1回戦でラブが左肩を脱臼したり、アービングが膝の故障によりホークスとのカンファレンスファイナルを2試合欠場するというアクシデントがあったもののトリスタン・トンプソン、マシュー・デラベドバがその穴を埋め、途中加入したティモフェイ・モズコフ、J・R・スミス、イマン・シャンパートらの活躍もあり、2007年以来のNBAファイナル出場を果たした。対ウォリアーズとのファイナル第1戦でオーバータイムの末に敗れたが、この試合でアービングが膝蓋骨骨折の重傷を負い戦線離脱した。第2戦もオーバータイムに縺れる激戦になったが、アービングに代わりスタメンに入ったデラベドバの奮闘でチーム史上初のNBAファイナル勝利を挙げる。第3戦は本拠地クイックン・ローンズ・アリーナでの初勝利を記録した。しかしシーズン中にアンダーソン・ヴァレジャオも失っていたキャブスは、徐々に選手層の薄さを露呈した。レブロンの孤軍奮闘が目立つ展開となり、その後は3連敗を喫し2勝4敗で力尽きた。
2015年の夏、フリーエージェントとなりチームを離れる可能性があったレブロン、ラブ、J・R・スミス、シャンパートらと再契約を結ぶことに成功、また7月6日にかつてレブロンのパートナーであったモー・ウィリアムズを再獲得した。また、再契約交渉が難航していたトリスタン・トンプソンも10月に無事に再契約することができた。こうして2015-16シーズンがスタート、イースト首位を維持するも前シーズン覇者のウォリアーズ相手に歴史的な大敗をしたことによりシーズン途中にデビッド・ブラットを解任し、ティロン・ルーがヘッドコーチ昇格となった。またトレード期限日には長年キャブス一筋でプレーしてきたヴァレジャオを放出した。それでも最後までイースト首位を明け渡すことなく第1シードを獲得、プレーオフでは1回戦のデトロイト・ピストンズ、セミファイナルのアトランタ・ホークスにスイープ、カンファレンスファイナルでは初のカンファレンスファイナル進出となったトロント・ラプターズを4勝2敗で下し、2季連続でのNBAファイナル進出を決めた。ファイナルでは前年同様、ゴールデンステート・ウォリアーズとの対戦となり、第4戦で1勝3敗と王手をかけられるもそこから3連勝し、悲願のファイナル初制覇を果たした。なお、1勝3敗からの逆転優勝はNBAファイナル史上初の快挙となった。
2017-2018シーズン開幕前、カイリー・アービングを放出し、ボストン・セルティックスからアイザイア・トーマス、ジェイ・クラウダーらを獲得。さらにデリック・ローズら新戦力を獲得しシーズンに臨む。だが同シーズンのトレードデットラインでシーズン前に獲得したアイザイア・トーマスら新戦力をほぼ放出し新たに、ジョージ・ヒル、ロドニー・フッド、ラリー・ナンス・ジュニア、ジョーダン・クラークソンら若手を獲得。プレーオフでは、1回戦でインディアナ・ペイサーズ相手に苦戦するも、第7戦に勝利し2回戦進出を決める。2回戦ではトロント・ラプターズをスイープ。これでキャブスはプレーオフ3期連続でラプターズを下し、2期連続でスイープを達成。ラプターズファンのメンタルを粉砕するだけでなく、HCのドウェイン・ケイシーは最優秀コーチ賞を受賞しながらも解雇されるという珍事まで引き起こした。あまりの破壊っぷりに、ESPN実況アナウンサーのマーク・ジョーンズ氏は第2戦の中継にて、「コマーシャルの後は引き続き“レブロント”から中継です」と、トロントを『レブロント』と呼んだ。続くカンファレンスファイナルでは、若手中心に粘り強く戦うボストン・セルティックスを第7戦で下し、4期連続のNBAファイナル進出を決めた。ファイナルは4期連続でゴールデンステート・ウォリアーズとの対戦となった。キャブスは圧倒的不利とみられていたが、第1戦ではレブロンの51得点もあり予想外の大健闘。しかし、J・R・スミスの世紀の凡ミスにより延長戦に持ち込まれ敗戦。シリーズ終了後に自身が明らかにしたことだが、この試合後レブロンは感情的になり、ロッカールームのホワイトボードを殴って手を負傷していた。そのこともあってか、残りの試合はウォリアーズが圧倒、スイープで優勝を決められてしまった。

### レブロン移籍、再建期へ
2018-2019シーズン開幕前、プレイヤーオプションを破棄し、完全FAとなったレブロンがロサンゼルス・レイカーズに移籍。ドラフトでは8位でコリン・セクストンを指名し、ケビン・ラブが新エースに就任した。完全に脱け殻と化したチームは2018-2019シーズン開幕6連敗を喫し、ルーHCは解任。さらに、ジョージ・ヒル、カイルコーバー、J・R・スミスを放出しチームの再建に切り替えた。最終成績19勝63敗でイースタンカンファレンス14位となった。2019年のドラフトでは、5位でダリアス・ガーランドを指名した。翌年の2020年のドラフトでは5位でアイザック・オコロを指名した。
以降も2年連続で勝率3割前後のシーズンを過ごしたが、2021年にドラフト3位でエバン・モーブリーを指名して浮上の機会を得る。2021-22シーズンはモーブリーに加え、前年にジェームズ・ハーデンをメインとした複数チームによる大型トレードによってブルックリン・ネッツから獲得したジャレット・アレン、オフシーズンに獲得したラウリ・マルカネン、若手のディーン・ウェイド、古参のケビン・ラブといったビッグマンを3人並べるラインナップで勝利を重ねる。司令塔を務めたリッキー・ルビオが途中で戦線離脱するが、地元開催のオールスターにガーランドとアレンが初出場するニュースもあった。ルビオやセクストンの大怪我による離脱なども影響したが、レギュラーシーズンは44勝38敗で4年ぶりに勝ち越した。イースタン8位でプレーインに臨んだが、ブルックリン・ネッツとアトランタ・ホークスに敗戦し惜しくもプレーオフ出場は逃した。
2022-2023シーズン開幕前のオフシーズンでは、昨シーズン途中にカリス・レヴァートとのトレードでペイサーズに放出しシーズン終了後FAとなっていたルビオと契約に成功し、さらにロビン・ロペス、ラウル・ネトとも契約に成功した。
RFAとなっていたセクストンとの再契約が上手くいかない中、日本時間9月2日にユタ・ジャズとのトレードでドノバン・ミッチェルを獲得した。
このトレードでキャブスはセクストン、マルカネン、2022年ドラフトで指名したオチャイ・アバジ、2025・2027・2029年のドラフト1巡目指名権、2026・2028年の指名権スワップを放出した。なおセクストンは4年総額7,200万ドルのサイン・アンド・トレードとなった。このシーズン、チームはプレーオフに進出したが、第1回戦でニューヨーク・ニックスに第5戦の末に敗れた。なお、チームがレブロン無しでプレーオフに進出したのは、1998年以来25年ぶりであった。
2023-2024シーズンもまたチームはプレーオフに進出し、オーランド・マジックとの第1回戦は第7戦の末に勝利したが、カンファレンス準決勝にてこのシーズンのNBAチャンピオンであるボストン・セルティックスに第5戦に末に敗れた。

## シーズンごとの成績
Note: 勝 = 勝利数, 敗 = 敗戦数, % = 勝率 
| シーズン                       | 勝    | 敗    | %    | プレーオフ                                                                  | 結果 |
| ------------------------------ | ----- | ----- | ---- | --------------------------------------------------------------------------- | --- |
| クリーブランド・キャバリアーズ |       |       |      |                                                                             | |
| 1970-71                        | 15    | 67    | .183 |                                                                             | |
| 1971-72                        | 23    | 59    | .280 |                                                                             | |
| 1972-73                        | 32    | 50    | .390 |                                                                             | |
| 1973-74                        | 29    | 53    | .354 |                                                                             | |
| 1974-75                        | 40    | 42    | .488 |                                                                             | |
| 1975-76                        | 49    | 33    | .598 | カンファレンス準決勝勝利 カンファレンス決勝敗退                             | キャブス 4, ワシントン 3 セルティックス 4, キャブス 2                                                     |
| 1976-77                        | 43    | 39    | .524 | 1回戦敗退                                                                   | ワシントン 2, キャブス 1                                                                                  |
| 1977-78                        | 43    | 39    | .524 | 1回戦敗退                                                                   | ニックス 2, キャブス 0                                                                                    |
| 1978-79                        | 30    | 52    | .366 |                                                                             | |
| 1979-80                        | 37    | 45    | .451 |                                                                             | |
| 1980-81                        | 28    | 54    | .341 |                                                                             | |
| 1981-82                        | 15    | 67    | .183 |                                                                             | |
| 1982-83                        | 23    | 59    | .280 |                                                                             | |
| 1983-84                        | 28    | 54    | .341 |                                                                             | |
| 1984-85                        | 36    | 46    | .439 | 1回戦敗退                                                                   | セルティックス 3, キャブス 1                                                                              |
| 1985-86                        | 29    | 53    | .354 |                                                                             | |
| 1986-87                        | 31    | 51    | .378 |                                                                             | |
| 1987-88                        | 42    | 40    | .512 | 1回戦敗退                                                                   | ブルズ 3, キャブス 2                                                                                      |
| 1988-89                        | 57    | 25    | .695 | 1回戦敗退                                                                   | ブルズ 3, キャブス 2                                                                                      |
| 1989-90                        | 42    | 40    | .512 | 1回戦敗退                                                                   | シクサーズ 3, キャブス 2                                                                                  |
| 1990-91                        | 33    | 49    | .402 |                                                                             | |
| 1991-92                        | 57    | 25    | .695 | 1回戦勝利 カンファレンス準決勝勝利 カンファレンス決勝敗退                   | キャブス 3, ネッツ 2 キャブス 4, セルティックス 3 ブルズ 4, キャブス 2                                    |
| 1992-93                        | 54    | 28    | .659 | 1回戦勝利 カンファレンス準決勝敗退                                          | キャブス 3, ネッツ 2 ブルズ 4, キャブス 0                                                                 |
| 1993-94                        | 47    | 35    | .573 | 1回戦敗退                                                                   | ブルズ 3, キャブス 0                                                                                      |
| 1994-95                        | 43    | 39    | .524 | 1回戦敗退                                                                   | ニックス 3, キャブス 1                                                                                    |
| 1995-96                        | 47    | 35    | .573 | 1回戦敗退                                                                   | ニックス 3, キャブス 0                                                                                    |
| 1996-97                        | 42    | 40    | .512 |                                                                             | |
| 1997-98                        | 47    | 35    | .573 | 1回戦敗退                                                                   | ペイサーズ 3, キャブス 1                                                                                  |
| 1998-99                        | 22    | 28    | .440 |                                                                             | |
| 1999-2000                      | 32    | 50    | .390 |                                                                             | |
| 2000-01                        | 30    | 52    | .366 |                                                                             | |
| 2001-02                        | 29    | 53    | .354 |                                                                             | |
| 2002-03                        | 17    | 65    | .207 |                                                                             | |
| 2003-04                        | 35    | 47    | .427 |                                                                             | |
| 2004-05                        | 42    | 40    | .512 |                                                                             | |
| 2005-06                        | 50    | 32    | .610 | 1回戦勝利 カンファレンス準決勝敗退                                          | キャブス 4, ウィザーズ 2 ピストンズ 4, キャブス 3                                                         |
| 2006-07                        | 50    | 32    | .610 | 1回戦勝利 カンファレンス準決勝勝利 カンファレンス決勝勝利 NBAファイナル敗退 | キャブス 4, ウィザーズ 0 キャブス 4, ネッツ 2 キャブス 4, ピストンズ 2 スパーズ 4, キャブス 0             |
| 2007-08                        | 45    | 37    | .549 | 1回戦勝利 カンファレンス準決勝敗退                                          | キャブス 4, ウィザーズ 2 セルティックス 4, キャブス 3                                                     |
| 2008-09                        | 66    | 16    | .804 | 1回戦勝利 カンファレンス準決勝勝利 カンファレンス決勝敗退                   | キャブス 4, ピストンズ 0 キャブス 4, ホークス 0 マジック 4, キャブス 2                                    |
| 2009-10                        | 61    | 21    | .744 | 1回戦勝利 カンファレンス準決勝敗退                                          | キャブス 4, ブルズ 1 セルティックス 4, キャブス 2                                                         |
| 2010-11                        | 19    | 63    | .232 |                                                                             | |
| 2011-12                        | 21    | 45    | .318 |                                                                             | |
| 2012-13                        | 24    | 58    | .293 |                                                                             | |
| 2013-14                        | 33    | 49    | .402 |                                                                             | |
| 2014-15                        | 53    | 29    | .646 | 1回戦勝利 カンファレンス準決勝勝利 カンファレンス決勝勝利 NBAファイナル敗退 | キャブス 4, セルティックス 0 キャブス 4, ブルズ 2 キャブス 4, ホークス 0 ウォリアーズ 4, キャブス 2       |
| 2015–16                        | 57    | 25    | .695 | 1回戦勝利 カンファレンス準決勝勝利 カンファレンス決勝勝利 NBAファイナル優勝 | キャブス 4, ピストンズ 0 キャブス 4, ホークス 0 キャブス 4, ラプターズ 2 キャブス 4, ウォリアーズ 3       |
| 2016–17                        | 51    | 31    | .622 | 1回戦勝利 カンファレンス準決勝勝利 カンファレンス決勝勝利 NBAファイナル敗退 | キャブス 4, ペイサーズ 0 キャブス 4, ラプターズ 0 キャブス 4, セルティックス 1 ウォリアーズ 4, キャブス 1 |
| 2017–18                        | 50    | 32    | .610 | 1回戦勝利 カンファレンス準決勝勝利 カンファレンス決勝勝利 NBAファイナル敗退 | キャブス 4, ペイサーズ 3 キャブス 4, ラプターズ 0 キャブス 4, セルティックス 3 ウォリアーズ 4, キャブス 0 |
| 2018–19                        | 19    | 63    | .232 |                                                                             | |
| 2019–20                        | 19    | 46    | .292 |                                                                             | |
| 2020–21                        | 22    | 50    | .306 |                                                                             | |
| 2021–22                        | 44    | 38    | .537 |                                                                             | |
| 2022–23                        | 51    | 31    | .622 | 1回戦敗退                                                                   | ニックス 4, キャブス 1                                                                                    |
| 2023–24                        | 48    | 34    | .585 | 1回戦勝利 カンファレンス準決勝敗退                                          | キャブス 4, マジック 3 セルティックス 4, キャブス 1                                                       |
| 通算勝敗                       | 2,032 | 2,321 | .467 |                                                                             | |
| プレーオフ                     | 131   | 115   | .533 |                                                                             | |

## ホームアリーナ

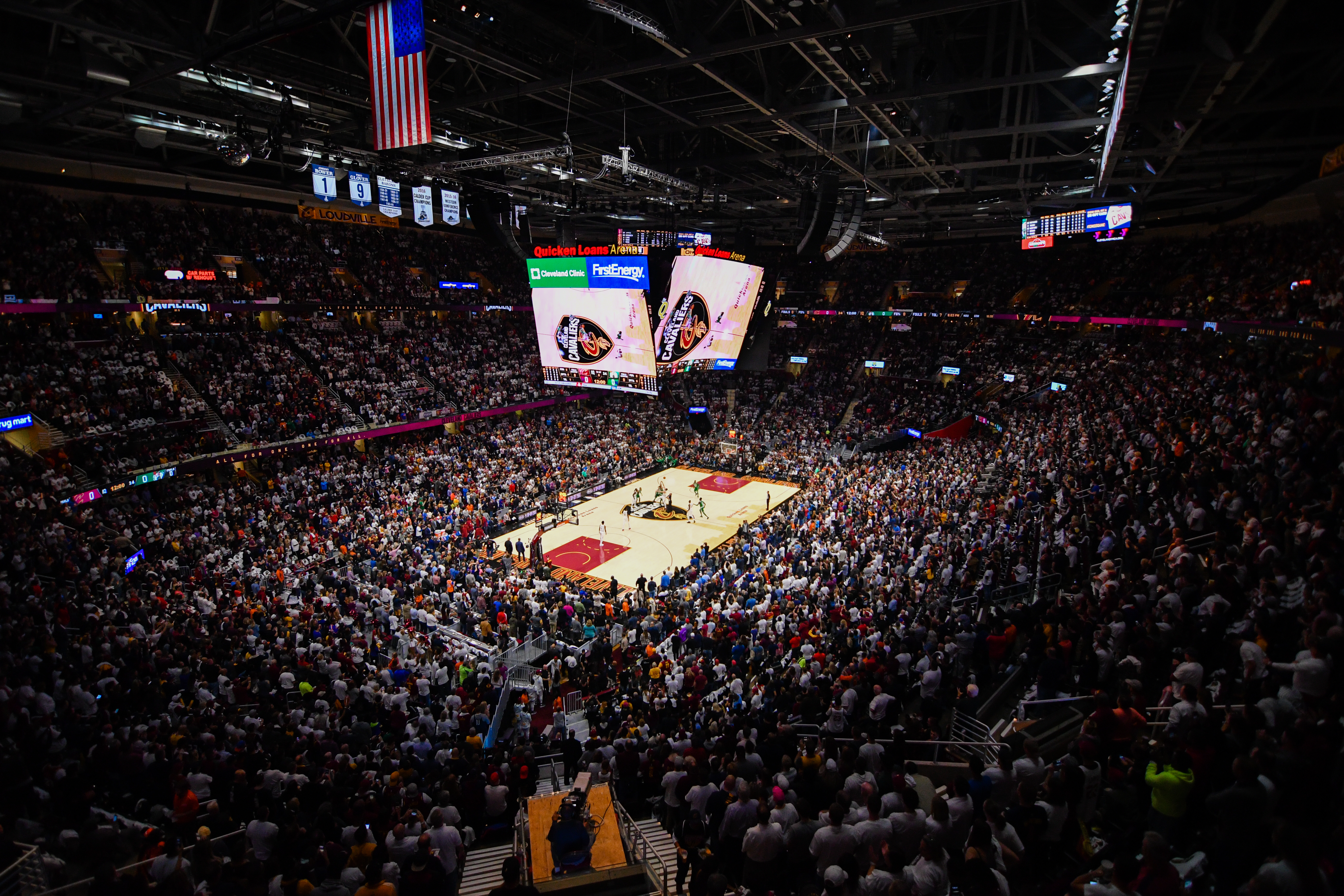
クイックン・ローンズ・アリーナ

- クリーブランド・アリーナ（英語版） (1970–1974)
- リッチフィールド・コロシアム（英語版） (1974–1994)
- ロケット・モーゲージ・フィールドハウス (1994–現在)

## 主な選手

### 保有するドラフト交渉権
キャバリアーズは、NBA以外のリーグでプレーしている以下の未契約ドラフト指名選手の交渉権を保有している。ドラフトで指名された選手（海外出身の選手または大学選手で、ドラフトで指名したチームと契約していない選手）は、NBA以外のどのチームとでも契約することが認められており、この場合、そのチームは、その選手のNBA以外のチームとの契約が終了してから1年後まで、その選手のNBAでの交渉権を保持することになる。このリストには、他球団とのトレードで獲得した交渉権も含まれている。
| ドラフト年 | 巡目 | 指名順 | 選手                             | Pos. | 国籍         | 現所属チーム                  | 注釈                                                                     | 参照   |
| ---------- | ---- | ------ | -------------------------------- | ---- | ------------ | ----------------------------- | ------------------------------------------------------------------------ | ------ |
| 2022       | 2    | 39     | カリファ・ジョップ               | C    | セネガル     | サスキ・バスコニア (スペイン) |                                                                          | [ 22 ] |
| 2015       | 2    | 47     | アルトゥーラス・グダイティス     | F/C  | リトアニア   | アルバルク東京 (日本)         | フィラデルフィア・76ersから獲得（サクラメントを経由して）                | [ 23 ] |
| 2011       | 2    | 56     | チュクゥディエベレ・マドゥアバム | F/C  | ナイジェリア | ヴィアティン三重 (日本)       | ロサンゼルス・レイカーズから獲得（デンバー、フィラデルフィアを経由して） | [ 24 ] |

### 年代別主要選手
太文字…殿堂入り選手 (C)…優勝時に在籍した選手 (M)…在籍時にMVPを獲得した選手 (50)…偉大な50人 (75)…偉大な75人
| 1970年代 - ビンゴ・スミス (Bingo Smith) ：1970-1979 - オースティン・カー (Austin Carr) ：1971-1979 - レニー・ウィルケンズ (Lenny Wilkens) ：1972-1974 (50)(75) - ジム・チョーンズ (Jim Chones) ：1974-1979 - キャンピー・ラッセル (Campy Russell) ：1974-1980 - ネイト・サーモンド (Nate Thurmond) ：1975-1977 (50)(75) 1980年代 - ワールド・B・フリー (World B. Free) ：1982-1986 - マーク・プライス (Mark Price) ：1986-1995 - クレイグ・イーロー (Craig Ehlo) ：1986-1993 - ブラッド・ドアティ (Brad Daugherty) ：1986-1994 - ホット・ロッド・ウィリアムズ (Hot Rod Williams) ：1986-1995 - ラリー・ナンス (Larry Nance) ：1988-1994 - スティーブ・カー (Steve Kerr) ：1989–1992 1990年代 - ダニー・フェリー (Danny Ferry) ：1990-2000 - テレル・ブランドン (Terrell Brandon) ：1991-1997 - ボビー・フィルズ (Bobby Phills) ：1991-1997 - タイロン・ヒル (Tyrone Hill) ：1993-1997、2001-2003 - ジードルーナス・イルガウスカス (Žydrūnas Ilgauskas) ：1996-2010 - ウェズリー・パーソン (Wesley Person) : 1997-2002 - ショーン・ケンプ (Shawn Kemp) ：1997-2000 - ブレビン・ナイト (Brevin Knight) ：1997-2000 - アンドレ・ミラー (Andre Miller) ：1999–2002 | 2000年代 - リッキー・デイビス (Ricky Davis) ：2001-2004 - デュワン・ワグナー (Dajuan Wagner) ：2002-2005 - カルロス・ブーザー (Carlos Boozer) ：2002-2004 - レブロン・ジェームズ (LeBron James) ：2003-2010 , 2014-2018 (C)(75) - サーシャ・パブロビッチ (Saša Pavlović) : 2004-2009 - アンダーソン・ヴァレジャオ (Anderson Varejão) : 2004-2016 , 2021 - ドリュー・グッデン (Drew Gooden) : 2004-2008 - ラリー・ヒューズ (Larry Hughes) ：2005-2008 - シャキール・オニール (Shaquille O'Neal) ：2009-2010 (50)(75) - モー・ウィリアムズ (Mo Williams) ：2008-2011, 2015-2016 (C) 2010年代 - カイリー・アービング (Kyrie Irving) : 2011-2017 (C) - トリスタン・トンプソン (Tristan Thompson) : 2011-2020, 2023- (C) - マシュー・デラベドバ (Matthew Dellavedova) : 2013-2016, 2018-2021 (C) - ケビン・ラブ (Kevin Love) : 2014-2023 (C) - ティモフェイ・モズコフ (Timofey Mozgov) : 2015-2016 (C) - J・R・スミス (J. R. Smith) : 2015-2018 (C) - イマン・シャンパート (Iman Shumpert) : 2015-2018 (C) - リチャード・ジェファーソン (Richard Jefferson) : 2015-2017 (C) - カイル・コーバー (Kyle Korver) : 2017-2018 - デロン・ウィリアムズ (Deron Williams) : 2017 - デリック・ローズ (Derrick Rose) : 2017-2018 - アイザイア・トーマス (Isaiah Thomas) : 2017-2018 - ドウェイン・ウェイド (Dwyane Wade) : 2017-2018 (75) - セディ・オスマン (Cedi Osman) : 2017-2023 - ラリー・ナンス・ジュニア (Larry Nance Jr.) : 2018-2020 - コリン・セクストン (Collin Sexton) : 2018-2022 - ダリアス・ガーランド (Darius Garland) : 2019- 2020年代 - アイザック・オコロ (Isaac Okoro) : 2020- - ジャレット・アレン (Jarrett Allen) : 2021- - ラウリ・マルカネン (Lauri Markkanen) : 2021-2022 - リッキー・ルビオ (Ricky Rubio) : 2021-2022, 2022-2024 - エバン・モーブリー (Evan Mobley) : 2021- - ドノバン・ミッチェル (Donovan Mitchell) : 2022- - マックス・ストゥルース (Max Strus) : 2023- |

## 栄誉

### 永久欠番
| クリーブランド・キャバリアーズ永久欠番 | クリーブランド・キャバリアーズ永久欠番 | クリーブランド・キャバリアーズ永久欠番 | クリーブランド・キャバリアーズ永久欠番 | クリーブランド・キャバリアーズ永久欠番 |
| No.                                    | 名前                                   | ポジション                             | 在籍期間                               | 式典日                                 |
| -------------------------------------- | -------------------------------------- | -------------------------------------- | -------------------------------------- | -------------------------------------- |
| 7                                      | ビンゴ・スミス                         | G/F                                    | 1970–1979                              | 1979年12月4日                          |
| 11                                     | ジードルーナス・イルガウスカス         | C                                      | 1996–2010                              | 2014年3月8日                           |
| 22                                     | ラリー・ナンス                         | F                                      | 1988–1994                              | 1995年1月30日                          |
| 25                                     | マーク・プライス                       | G                                      | 1986–1995                              | 1999年11月13日                         |
| 34                                     | オースティン・カー                     | G                                      | 1971–1980                              | 1981年1月3日                           |
| 42                                     | ネイト・サーモンド                     | C                                      | 1975–1977                              | 1977年12月18日                         |
| 43                                     | ブラッド・ドアティ                     | C                                      | 1986–1996                              | 1997年3月1日                           |

| その他 | その他         | その他           | その他               | その他       |
| 記章   | 名前           | 役職             | 在籍期間             | 式典日       |
| ------ | -------------- | ---------------- | -------------------- | ------------ |
|        | ジョー・テイト | 専属アナウンサー | 1970–1981; 1983–2011 | 2011年4月8日 |

- 2022年8月11日に、NBAはビル・ラッセルの背番号「6」を全チームの永久欠番とした[26][27]

### 殿堂入り
| クリーブランド・キャバリアーズ殿堂入り | クリーブランド・キャバリアーズ殿堂入り | クリーブランド・キャバリアーズ殿堂入り | クリーブランド・キャバリアーズ殿堂入り | クリーブランド・キャバリアーズ殿堂入り |
| 選手                                   | 選手                                   | 選手                                   | 選手                                   | 選手                                   |
| No.                                    | 名前                                   | ポジション                             | 在籍期間                               | 殿堂入り                               |
| -------------------------------------- | -------------------------------------- | -------------------------------------- | -------------------------------------- | -------------------------------------- |
| 42                                     | ネイト・サーモンド                     | F/C                                    | 1975–1977                              | 1985                                   |
| 11                                     | ウォルト・フレイジャー                 | G                                      | 1977–1979                              | 1987                                   |
| 19                                     | レニー・ウィルケンズ 1                 | G                                      | 1972–1974                              | 1989                                   |
| 33                                     | シャキール・オニール                   | C                                      | 2009–2010                              | 2016                                   |
| 4                                      | ベン・ウォーレス                       | F/C                                    | 2008–2009                              | 2021                                   |
| 9                                      | ドウェイン・ウェイド                   | G                                      | 2017–2018                              | 2023                                   |
| コーチ                                 |                                        |                                        |                                        |                                        |
| 名前                                   | 名前                                   | 役職                                   | 在籍期間                               | 殿堂入り年                             |
| チャック・デイリー 2                   | チャック・デイリー 2                   | ヘッドコーチ                           | 1981–1982                              | 1994                                   |
| レニー・ウィルケンズ 1                 | レニー・ウィルケンズ 1                 | ヘッドコーチ                           | 1986–1993                              | 1998                                   |
| ビル・フィッチ                         | ビル・フィッチ                         | ヘッドコーチ                           | 1970–1979                              | 2019                                   |
| ジョージ・カール                       | ジョージ・カール                       | ヘッドコーチ                           | 1984–1986                              | 2022                                   |
| 貢献者                                 |                                        |                                        |                                        |                                        |
| 名前                                   | 名前                                   | 役職                                   | 在籍期間                               | 殿堂入り年                             |
| ウェイン・エンブリー                   | ウェイン・エンブリー                   | ゼネラルマネージャー                   | 1986–1999                              | 1999                                   |

注釈
- 1 選手、ヘッドコーチ、バルセロナ代表チームとして3度殿堂入りしている
- 2 ヘッドコーチ、バルセロナ代表チームとして2度殿堂入りしている

### FIBA殿堂入り
| クリーブランド・キャバリアーズFIBA殿堂入り | クリーブランド・キャバリアーズFIBA殿堂入り | クリーブランド・キャバリアーズFIBA殿堂入り | クリーブランド・キャバリアーズFIBA殿堂入り | クリーブランド・キャバリアーズFIBA殿堂入り |
| 選手                                       | 選手                                       | 選手                                       | 選手                                       | 選手                                       |
| No.                                        | 名前                                       | ポジション                                 | 在籍期間                                   | 殿堂入り年                                 |
| ------------------------------------------ | ------------------------------------------ | ------------------------------------------ | ------------------------------------------ | ------------------------------------------ |
| 33                                         | シャキール・オニール                       | C                                          | 2009–2010                                  | 2017                                       |
| コーチ                                     |                                            |                                            |                                            |                                            |
| 名前                                       | 名前                                       | 役職                                       | 在籍期間                                   | 殿堂入り年                                 |
| チャック・デイリー                         | チャック・デイリー                         | ヘッドコーチ                               | 1981–1982                                  | 2021                                       |

## コーチ、その他

### 歴代ヘッドコーチ
- ビル・フィッチ (Bill Fitch) (1970-71/1978-79)
- スタン・アルベック (Stan Albeck) (1979-80)
- ビル・マッセルマン (Bill Musselman) (1980-81)
- ドン・デラニー (Don Delaney) (1980-81/1981-82)
- ボブ・クロッペンバーグ (Bob Kloppenburg) (1981-82)
- チャック・デイリー (Chuck Daly) (1981-82)
- ビル・マッセルマン (Bill Musselman) (1980-81)
- トム・ニッソーク (Tom Nissalke) (1982-83/1983-84)
- ジョージ・カール (George Karl) (1984-85/1985-86)
- ジーン・リトルズ (Gene Littles) (1985-86)
- レニー・ウィルキンス (Lenny Wilkins) (1986-87/1992-93)
- マイク・フラテロ (Mike Fratello) (1993-94/1998-99)
- ランディ・ウィットマン (Randy Wittman) (1999-2001)
- ジョン・ルーカス (John Lucas) (2001-02/2002-03)
- キース・スマート (Keith Smart) (2002-03)
- ポール・サイラス (Paul Silas) (2003-04/2004-05)
- ブレンダン・マローン (Brendan Malone) (2004-05)
- マイク・ブラウン (Mike Brown) (2004-2010/2013-2014)
- バイロン・スコット(Biron Scott) (2010-2013)
- デビッド・ブラット(David Bratt) (2014-2016)
- ティロン・ルー(Tyronn Lue) (2016-2018)
- ラリー・ドリュー(Larry Drew) (2018-2019)
- ジョン・ベイレイン(John Beilein) (2019-2020)
- J・B・ビッカースタッフ(J. B. Bickerstaff) (2020-2024)
- ケニー・アトキンソン(Kenny Atkinson) (2024- )